# Lista das constituições brasileiras
Esta é uma lista de constituições do Brasil. O país teve sete desse tipo de documentos, sendo que seis no período republicano, a partir de 1889. Versões originais dessas constituições estão sob a guarda do Arquivo Nacional, desde a de 1824.
A tabela abaixo traz a imagem de capa, o título, o período de vigência, os signatários e uma ligação para o arquivo completo das constituições.
| Imagem | Título                          | Data de início          | Data de fim            | Signatários | Arquivo completo             |
| ------ | ------------------------------- | ----------------------- | ---------------------- | --- | ---------------------------- |
|        | Constituição brasileira de 1824 | 25 de março de 1824     | 15 de novembro de 1889 | Signatários Pedro I do Brasil, João Severiano Maciel da Costa, Luís José de Carvalho e Melo, Clemente Ferreira França, Mariano José Pereira da Fonseca, João Gomes da Silveira Mendonça, Francisco Vilela Barbosa, José Egídio Álvares de Almeida, Antônio Luís Pereira da Cunha, Manuel Jacinto Nogueira da Gama, José Joaquim Carneiro de Campos | Arquivo no Wikimedia Commons |
|        | Constituição brasileira de 1891 | 24 de fevereiro de 1891 | 16 de julho de 1934    | Signatários Francisco de Paula Leite e Oiticica, Gabino Besouro, Joaquim Pontes de Miranda, Teófilo Fernandes dos Santos, Manoel Uchôa Rodrigues, Anfilófio de Carvalho, Antônio Joaquim Pires de Carvalho e Albuquerque, barão de Vila Viçosa, Aristides Augusto Milton, Artur César Rios, Custódio de Melo, Dionísio Cerqueira, Francisco de Paula Argolo, Santos Pereira, Francisco Maria Sodré Pereira, Francisco Prisco de Sousa Paraíso, José Augusto de Freitas, J. J. Seabra, Marcolino Moura, Joaquim Cardoso Pereira de Melo, Antônio Euzébio Gonçalves de Almeida, César Zama, Francisco de Paula Oliveira Guimarães, Garcia Dias Pires de Carvalho e Albuquerque, Joaquim Inácio Tosta, Leovigildo do Ipiranga Amorim Filgueiras, Sebastião Landulfo da Rocha Medrado, Aristides Lobo, Domingos Jenuíno de AIbuquerque Júnior, F. P. Mavrink, Francisco Furquim Werneck de Almeida, Lopes Trovão, Tomás Delfino dos Santos, José Augusto Vinhaes, Alfredo Ernesto Jacques Ourique, João Baptista de Sampaio Ferraz, Barbosa Lima, Bezerril Fontenele, Gonçalo de Lagos Fernandes Bastos, João Lopes Ferreira Filho, José Avelino Gurgel do Amaral, Justiniano de Serpa, Manoel Coelho Bastos do Nascimento, José Bevilacqua, Muniz Freire, Antônio Borges de Ataíde Júnior, Joaquim Xavier Guimarães Natal, Leopoldo de Bulhões, Sebastião Fleury Curado, Casimiro Dias Vieira Júnior, Henrique Alves de Carvalho, Costa Rodrigues, Antônio Francisco Azeredo, Caetano Manuel de Faria e Albuquerque, Alexandre Stockler, Álvaro Augusto de Andrade Botelho, Antônio Afonso Lamounier Godofredo, Antônio Jacó da Paixão, Antônio Olinto dos Santos Pires, Aristides de Araújo Maia, Astolfo Pio da Silva Pinto, Bueno de Paiva, Carlos Justiniano das Chagas, Constantino Luiz Paletta, Feliciano Augusto de Oliveira Penna, Francisco Luiz da Veiga, João da Mata Machado, João das Chagas Lobato, Joaquim Gonçalves Ramos, José Cândido da Costa Senna, José Carlos Ferreira Pires, José Joaquim Ferreira Rabelo, Manoel Fulgêncio Alves Pereira, Polycarpo Rodrigues Víotti, Antonio Dutra Nicácio, Francisco Correia Ferreira Rabelo, Gabriel de Paula Almeida Magalhães, João Antonio de Avellar, Pacífico Gonçalves da Silva Mascarenhas, Artur Índio do Brasil e Silva, José Ferreira Cantão, José Teixeira da Mata Bacelar, Lauro Sodré, Raimundo Nina Ribeiro, Serzedelo Correia, Pedro Leite Chermont, Epitácio Pessoa, João Baptista de Sá Andrade, Pedro Américo, Antônio Joaquim do Couto Cartaxo, João da Silva Retumba, Eduardo Mendes Gonçalves, Fernando Simas, Marciano Augusto Botelho de Magalhães, Belarmino Augusto de Mendonça Lobo, A. A. Pereira de Lyra, André Cavalcanti d'Albuquerque, Aníbal Falcão, Antônio Gonçalves Ferreira, Belarmino Carneiro, Francisco de Assis Rosa e Silva, João Barbalho Uchôa Cavalcanti, João de Siqueira Cavalcanti, João Vieira de Araújo, Joaquim Pernambuco, José Nicolau Tolentino de Carvalho, Luiz de Andrade, Raimundo Carneiro de Sousa Bandeira, João Juvêncio Ferreira de Aguiar, José Vicente Meira de Vasconcelos, Vicente Antônio do Espírito Santo, Anfriso Fialho, Firmino Pires Ferreira, Joaquim Nogueira Paranaguá, Nelson de Vasconcellos Almeida, Alcindo Guanabara, Augusto de Oliveira Pinto, Carlos Antonio de França Carvalho, Érico Coelho, Fonseca e Silva, João Batista da Mota, João Severiano da Fonseca Hermes, Joaquim José de Sousa Breves, José Gonçalves Viriato de Medeiros, Nilo Peçanha, Urbano Marcondes dos Santos Machado, Virgílio de Andrade Pessoa, Luiz Carlos Fróes da Cruz, Cirilo de Lemos Nunes Fagundes, Dionísio Manhães Barreto, Almino Álvares Afonso, Antônio de Amorim Garcia, Miguel Joaquim de Almeida Castro, Pedro de Albuquerque Maranhão, Alcides de Mendonça Lima, Alexandre Cassiano do Nascimento, Antão Gonçalves de Faria, Antônio Adolfo da Fontoura Mena Barreto, Demétrio Nunes Ribeiro, Fernando Abbott, Homero Batista, Joaquim Francisco de Abreu, Joaquim Pereira da Costa, Vitorino Monteiro, Joaquim Francisco de Assis Brasil, Borges de Medeiros, Júlio de Castilhos, Manoel Luís da Rocha Osório, Tomás Thompson Flores, Carlos Augusto Campos, Felipe Schmidt, José Cândido de Lacerda Coutinho, Lauro Müller, Alfredo Ellis, Domingos de Morais, Francisco Glicério, Joaquim de Sousa Mursa, Joaquim Lopes Chaves, Manuel de Moraes Barros, Paulino Carlos de Arruda Botelho, Rodolfo Nogueira da Rocha Miranda, Moreira da Silva, Rodrigues Alves, Ângelo Gomes Pinheiro Machado, Antônio José da Costa Junior, João Tomás Carvalhal, José Luis de Almeida Nogueira, Felisbelo Firmo de Oliveira Freire, Ivo do Prado Montes Pires da França, Oliveira Valadão, Cassiano Cândido Tavares Bastos, Floriano Peixoto, Pedro Paulino da Fonseca, Joaquim José Pais da Silva Sarmento, Leovigildo Coelho, Manuel Francisco Machado, Manuel Inácio Belfort Vieira, Ruy Barbosa, Virgílio Clímaco Damásio, Eduardo Wandenkolk, João Severiano da Fonseca, Saldanha Marinho, Joaquim Catunda, Manuel Bezerra, Teodureto Carlos de Faria Souto, Domingos Vicente Gonçalves de Sousa, Gil Goulart, José Cesário de Miranda Monteiro de Barros, Antônio Amaro da Silva Canedo, Antônio Paranhos, José Joaquim de Sousa, Cunha Júnior, João Pedro Belfort Vieira, Lopes de Gomensoro, Antônio Pinheiro Guedes, Aquelino Leite do Amaral Coutinho, Joaquim Murtinho, Américo Lobo, Antônio Nicolau Monteiro Baena, José Pais de Carvalho, Manuel de Melo Cardoso Barata, Firmino da Silveira, José de Almeida Barreto, João Soares Neiva, Ubaldino do Amaral, Santos Andrade, José Higino Duarte Pereira, José Simeão de Oliveira, Eliseu de Sousa Martins, Joaquim Antônio da Cruz, Teodoro Alves Pacheco, Brás Carneiro Nogueira da Costa e Gama, Baptista Laper, Amaro Cavalcanti, José Bernardo, Oliveira Galvão, Pinheiro Machado, Júlio Frota, Ramiro Barcelos, Antônio Justiniano Esteves Júnior, Luís Delfino, Prudente de Morais, Campos Sales, Rosa Júnior | Arquivo no Wikimedia Commons |
|        | Constituição brasileira de 1934 | 16 de julho de 1934     | 10 de novembro de 1937 | Signatários Nereu Ramos, Fernando Magalhães, Antônio Garcia de Medeiros Neto, Pedro Aleixo, Plinio Corrêa de Oliveira, José Joaquim Cardoso de Melo Neto, Miguel Couto, Antônio Carlos Pacheco e Silva, José Francisco Bias Fortes, Negrão de Lima, Leandro Maciel, José Carlos de Macedo Soares, João Alberto Lins de Barros, Levi Carneiro, Henrique Smith Bayma, J. J. Seabra, Agamenon Magalhães, Antônio Carlos Ribeiro de Andrada, Henrique Dodsworth, Manuel César de Góis Monteiro, José de Alcântara Machado, Horácio Lafer, Carlota Pereira de Queirós, Frederico Virmond de Lacerda Werneck, Artur Neiva, Olegário Mariano, Clemente Mariani, Maurício Cardoso, Virgílio de Melo Franco, Roberto Simonsen, Cincinato Braga, Levindo Eduardo Coelho, Heitor Annes Dias, Godofredo Mendes Viana, Adolfo Konder, Álvaro Maia, Francisco Peixoto de Magalhães Neto, Carlos Lindenberg, Raul Fernandes, João Marques dos Reis, Carlos Maximiliano, Prado Kelly, Odilon Duarte Braga, Valdomiro de Barros Magalhães, Mário de Alencastro Caiado, Waldemar Falcão, Aloysio de Carvalho, Gabriel Passos, Magalhães de Almeida, Sampaio Correia, Carlos Gomes de Oliveira, Raul Leitão da Cunha, Augusto do Amaral Peixoto, Adroaldo Costa, Francisco Prisco de Sousa Paraíso, Daniel de Carvalho, José Pereira Lira, Mário Midosi Chermont, Traiaú Rodrigues Moreira, Manuel Fernandes Távora, João da Silva Leal, José Rodrigues da Costa Dória, Domingos Vellasco, Odon Bezerra Cavalcanti, Euvaldo Lodi, Ferreira de Sousa, Leão Sampaio, Arão Rebelo, Abel Chermont, Oscar Weinschenck, Augusto Simões Lopes, Manoel Cavalcanti Novaes, João Vilas Boas, Luís Martins Soares, João Tavares Correia Beraldo, Lacerda Pinto, João Simplício Alves de Carvalho, Osório Borba, Hugo Napoleão do Rego, José Monteiro Ribeiro Junqueira, Kerginaldo Cavalcanti, Ernesto Pereira Carneiro, Milton de Souza Carvalho, JE, Idálio Sardenberg, José Maria Alkmin, Demétrio Mércio Xavier, José Monteiro Soares Filho, Moura Carvalho, Leopoldo Tavares da Cunha Melo, Alfredo Augusto da Mata, Antônio Jorge Machado Lima, Augusto César Leite, João Jones Gonçalves da Rocha, José de Sá Bezerra Cavalcanti, Nero de Macedo Carvalho, Mário de Andrade Ramos, Mozart Lago, Manuel Veloso Borges, João Pacheco de Oliveira, Tomaz de Oliveira Lobo, Plínio Alves Monteiro Tourinho, Acúrcio Torres, Alde Sampaio, Artur Negreiros Falcão, Augusto Viegas, Lino Machado, Pedro Vergara, Guaracy Silveira, José de Borba, Alfredo de Arruda Câmara, Fernando de Abreu, Herectiano Zenaide Nóbrega de Albuquerque, Mário Domingues da Silva, José de Almeida Camargo, José Ulpiano Pinto de Sousa, Alberto Surek, Celso Porfírio de Araújo Machado, Raul de Noronha Sá, Alberto Augusto Diniz, Francisco Joaquim da Rocha, Lino de Morais Leme, Arlindo Batista Leoni, Antônio Rodrigues de Sousa, Rodrigo da Veiga Cabral, Clementino de Almeida Lisboa, Joaquim Pimenta de Magalhães, Sebastião Luís de Oliveira, Francisco da Costa Fernandes, Adolfo Simões Barbosa, Francisco Solano Carneiro da Cunha, Luís Cedro Carneiro Leão, Francisco Vilanova, Alfredo Pereira Mascarenhas, João Pinheiro da Silva Filho, Irineu Joffily, Francisco Moura, Francisco Martins Veras, Cristóvão de Castro Barcelos, César Nascentes Tinoco, Osvaldo Luís Cardoso de Melo, Benedito Nilo de Alvarenga, João Guimarães, Mário Bastos Manhães, Laurindo Augusto Lemgruber Filho, Policarpo de Magalhães Viotti, Lauro de Almeida Passos, José Carneiro de Resende, Generoso Ponce Filho, Pedro da Mata Machado, João José Alves, Joaquim de Arruda Falcão, Abelardo Vergueiro César, Gileno Amado, João Jacques Henri Montandon, Arnold Ferreira da Silva, Luís Cavalcanti Sucupira, Abelardo Marinho de Albuquerque Andrade, Átila Barreira do Amaral, Clemente Medrado Fernandes, Antônio da Silva Souto Filho, José Tomás da Cunha Vasconcelos, José Honorato da Silva e Sousa, Oscar Rodrigues Alves, José Brás Pereira Gomes, Rui Santiago, Ranulfo Pinheiro Lima, Homero Pires, Pedro Demóstenes Rache, Manuel Leôncio Galrão, Aleixo Paraguaçu, Adolfo Eugênio Soares Filho, Antônio Xavier de Oliveira, João Nogueira Penido, Antero de Andrade Botelho, Antônio Augusto de Barros, Armando Sampaio Costa, Antônio de Melo Machado, Godofredo Costa Meneses, João Jorge de Pontes Vieira, José Afonso Valente de Lima, Humberto Sales de Moura Ferreira, Deodato da Silva Maia Júnior, Alberto Roselli, Júlio Bueno Brandão Filho, Antônio Máximo Nogueira Penido, Edgar Teixeira Leite, Adélio Dias Maciel, Simão da Cunha Pereira, Euclides Minuano Freitas de Moura, Vítor Russomano, Alexandre Siciliano Júnior, João Fanfa Ribas, Raul Jobim Bittencourt, Ricardo Pereira Machado, Gastão de Brito, Edmar da Silva Carvalho, Lycurgo Leite, Leandro Nascimento Pinheiro, João Ascânio Moura Tubino, Antônio Barbosa Buarque de Nazaré, Francisco Barreto Rodrigues Campelo, Arnaldo Olinto Bastos, Teotônio Monteiro de Barros, Antônio Ferreira Neto, Antônio Augusto Covelo, Francisco de Oliveira Passos, Luís Tirelli, Francisco Pires de Gaioso e Almendra, Joaquim Furtado de Meneses, Ewald da Silva Possolo, Fábio de Azevedo Sodré, Eugênio Augusto de Miranda Monteiro de Barros, José Alípio de Carvalho Costallat, Valdemar de Araújo Mota, Cristiano Machado, José Vieira Marques, Antônio Carlos de Abreu Sodré, Delfim Moreira Júnior, Gaspar Santana Saldanha, Carlos Humberto Reis, Walter James Gosling, Frederico João Wolffenbüttel, Agenor Monte, Lauro Faria Santos, Álvaro Guedes Nogueira, Mário Tomás Whately, Carlos de Morais Andrade, Guilherme Plaster, Manuel Hipólito do Rego, José Antônio de Figueiredo Rodrigues, Augusto Varela Corsino, Francisco Freire de Andrade, Mário de Morais Paiva, Belmiro Medeiros Silva, Isidro Teixeira Vasconcelos, Otávio Campos do Amaral, Gilberto Gabeira, Augusto Cavalcanti de Albuquerque, Luís Martins e Silva, David Carlos Meinicke, Edgar Ribeiro Sanches, Manoel Paulo Filho, Jeová Mota, Acir Medeiros, Antônio Penaforte de Sousa, Armando Avellanar Laydner, Carlos Teles de Rocha Faria, João Miguel Vitaca, Vasco Carvalho de Toledo, Valdemar Reykdall, Alfredo Correia Pacheco, Asdrúbal Gwyer de Azevedo, Renato Rodrigues Barbosa, Zoroastro Gouveia | Arquivo no Wikimedia Commons |
|        | Constituição brasileira de 1937 | 10 de novembro de 1937  | 18 de setembro de 1946 | Signatários Getúlio Vargas, Francisco Campos, Eurico Gaspar Dutra, Henrique Aristides Guilhem, João Marques dos Reis, Mário de Pimentel Brandão, Gustavo Capanema, Agamenon Magalhães | Arquivo no Wikimedia Commons |
|        | Constituição brasileira de 1946 | 18 de setembro de 1946  | 24 de janeiro de 1967  | Signatários Melo Viana, Georgino Avelino, Lauro Lopes, Lauro Montenegro, Ruy Almeida, Carlos Marighella, Hugo Ribeiro Carneiro, Álvaro Maia, Valdemar Pedrosa, Leopoldo Peres, Magalhães Barata, Álvaro Adolfo, Lameira Bittencourt, Hermelindo de Gusmão Castelo Branco Filho, Cosme Ferreira, Francisco Pereira da Silva, Carlos Pereira Nogueira, Manuel Severiano Nunes, Leopoldo Neves, Aníbal Duarte d'Oliveira, Nelson Parijós, José João da Costa Botelho, José da Rocha Ribas, Agostinho Monteiro, Epílogo de Campos, Deodoro Mendonça, Clodomir Cardoso, Aliomar Baleeiro, Altino Arantes, Artur Bernardes, Nicolau de Araújo Vergueiro, Chrispim Jacques Bias Fortes, Carlos Nogueira, Celso Machado, Rui Palmeira, Euclides Figueiredo, Matias Olímpio de Melo, Vitorino de Brito Freire, Gustavo Capanema, Hermes Lima, Israel Pinheiro, Jorge Amado, Juscelino Kubitschek, Antônio Garcia de Medeiros Neto, Miguel Couto, Milton Campos, Nestor Duarte, Daniel de Carvalho, Edgar Arruda, Elói Rocha, Erasto Gaertner, Ernâni Sátiro, Amaral Peixoto, Etelvino Lins, Eurico Sales, Eurico de Sousa Leão, Fernando Nóbrega, Gabriel Passos, Gofredo Teles Júnior, Hugo Borghi, Ismar de Góis Monteiro, Jarbas Maranhão, José Antônio Flores da Cunha, José Augusto Bezerra de Medeiros, José Carlos de Ataliba Nogueira, José Cândido Ferraz, José Diogo Brochado da Rocha, José Joffily, José de Segadas Viana, João Agripino, João Cleofas, Juraci Magalhães, Jurandir Pires, Leandro Maciel, Levindo Eduardo Coelho, Leão Sampaio, Luís Gonzaga Novelli Júnior, Luís Viana, Tavares do Amaral, Mário Gomes, Orlando Brasil, Otávio Mangabeira, Paulo Pessoa Guerra, Paulo Sarasate, Plínio Lemos, Plínio Pompeu, Raul Barbosa, Raul Pilla, Renato Pinto Aleixo, Rogério Vieira (político), Rui Almeida, Régis Pacheco, Samuel Duarte, Tomás Fontes, Vargas Neto, João Botelho, João Aguiar, Getúlio Vargas, Agostinho Oliveira, Cícero de Vasconcelos, Marcondes Filho, Alfredo Sá, Alfredo Neves, Antônio Correia, Aristides Milton da Silveira, Artur Bernardes Filho, Artur de Sousa Costa, Prado Kelly, Horácio Lafer, Plínio Barreto, Mário Masagão, Olavo Oliveira, Paulo Nogueira, José Monteiro Soares Filho, Roberto Glasser, Adalberto Ribeiro, Sigefredo Pacheco, Barbosa Lima, Luís Carvalho, Osvaldo Lima, Alarico Pacheco, Odilon Soares, Osório Tuiuti, Antônio José Pereira Júnior, Hamilton Nogueira, Henrique de Novais, José Carlos Pereira Pinto, Freitas Cavalcanti, Francisco Leite Neto, Ari Viana, Durval Cruz, Paulo da Silva Fernandes, Heribaldo Dantas Vieira, Nereu Ramos, Maurício Grabois, Cristiano Machado, Flávio Guimarães, João Amazonas, Benedito Valadares, Hans Jordan, Artur Fischer, Luís Carlos Prestes, Bento Munhoz da Rocha, Lauro de Freitas, Otacílio Vieira da Costa, Adelmar Rocha, Adroaldo Costa, Agamenon Magalhães, Aureliano Leite, Beni Carvalho, Benedito Costa Neto, Carlos Lindenberg, Carlos Pinto, Carlos de Lima Cavalcanti, Clemente Mariani, Daniel Agostinho Faraco, Ernesto Dorneles, Esmaragdo de Freitas, Ferreira de Sousa, Getúlio de Moura, Gregório Bezerra, Heitor Collet, Honório Monteiro, Ivo d'Aquino, J. J. Abdalla, José Antônio da Costa Porto, Osmar de Aquino Araújo, Rafael de Abreu Sampaio Vidal, Roberto Grossenbacher, Silvestre Péricles, Vergniaud Wanderley, Walfredo Gurgel, Aluízio Alves, Aloysio de Carvalho, Antônio de Novais Filho, Benjamin Farah, Jonas de Moraes Correia Filho, José Monteiro de Castro, Brígido Fernandes Tinoco, Munhoz de Mello, Magalhães Pinto, Antenor Bogéa, Café Filho, José Bonifácio Lafayette de Andrada, Maurício Graccho Cardoso, Gilberto Freyre, José Maria Alkmin, Aloísio de Castro, Argemiro de Figueiredo, Attilio Vivacqua, Aderbal Ramos da Silva, Abílio Fernandes, Alfredo de Arruda Câmara, Francisco de Almeida Monte, Antônio Ezequiel Feliciano da Silva, Antônio José da Silva, Crepori Franco, Crisanto Moreira da Rocha, Dantas Júnior, Dioclécio Duarte, Edgar Batista Pereira, Egberto Rodrigues, Francisco Gurgel do Amaral Valente, Francisco Rodrigues Pereira Júnior, Gaston Englert, Gomy Júnior, Jarbas de Lery Santos, João Ferreira Lima, João Henrique Sampaio Vieira da Silva, João Mendes da Costa Filho, José César de Oliveira Costa, José de Borba, José Machado Coelho de Castro, Luís Barreto, Luís de Toledo Piza Sobrinho, Manuel Duarte, Paulo Baeta Neves, Glicério Alves, Mário Brant, Sílvio de Campos, Alcedo Coutinho, Abelardo Mata, Acúrcio Torres, Afonso da Silva Matos, Alcides Sabença, Alde Sampaio, Altamirando Requião, Alencar Araripe, Antônio Mafra, Artur Negreiros Falcão, Augusto Viegas, Bittencourt Azambuja, Manuel Vítor, Filipe Balbi, Gentil Barreira, Batista Neto, Berto Condê, Wellington Brandão, Caires de Brito, Lopes Cançado, Álvaro Castelo, Claudino Silva, José Crispim, Eduardo Duvivier, Barreto Pinto, Fróis da Mota, Eunápio de Queirós, Eusébio Rocha, Ezequiel Mendes, Jaci Figueiredo, Fernando Flores, Teodomiro Fonseca, Benício Fontenele, Amando Fontes, Alberico Fraga, Afonso de Carvalho, Francisco Duque de Mesquita, Antônio da Frota Gentil, Coelho Rodrigues, Herófilo Azambuja, João Gomes Martins Filho, João Adeodato, João Úrsulo, Alves Palma, José Armando, Pedroso Júnior, José Romero, Janduí Carneiro, Rodrigues Seabra, Lahyr Tostes, Areia Leão, Licurgo Leite, Renault Leite, Antero Leivas, José Leomil, Bayard de Lima, Lino Machado, Luís Lago, Mílton Prates, Manuel Fernandes Távora, José Maria de Melo, Vicente Mota Neto, Pedro Dutra, Olinto Fonseca, Oscar Carneiro, Oswaldo Pacheco, Pedro Vergara, Gercino de Pontes, Rafael Cincurá, Vieira de Resende, Joaquim Libânio, Damaso Rocha, Romão Júnior, Romeu Lourenção, Campos Vergal, Romeu Fiori, Luís Cláudio, Rubens de Melo Braga, Guaracy Silveira, Bastos Tavares, Asdrúbal Martins Soares, Osvaldo Studart, Tarcilo Vieira de Melo, Mércio Teixeira, Fernandes Teles, Teódulo Albuquerque, Ulisses Lins, José Varela | Arquivo no Wikimedia Commons |
|        | Constituição brasileira de 1967 | 24 de janeiro de 1967   | 5 de outubro de 1988   | Signatários João Batista Ramos, José Bonifácio Lafayette de Andrada, Nilo Coelho, Henrique de La Rocque, Aniz Badra, Ary Alcântara, Auro de Moura Andrade, Camilo Nogueira da Gama, Vivaldo Lima Filho, Dinarte Mariz, Gilberto Marinho, Cattete Pinheiro, Joaquim Parente | Arquivo no Wikimedia Commons |
|        | Constituição brasileira de 1988 | 5 de outubro de 1988    |                        | Signatários Aluísio Bezerra de Oliveira, Mário Maia, Nabor Júnior, Divaldo Suruagy, Guilherme Palmeira, Teotônio Vilela Filho, Áureo Melo, Carlos Alberto de Carli, Fábio Lucena, Leopoldo Peres, Jutahy Magalhães, Luís Viana, Ruy Bacelar, José Afonso Sancho, Virgílio Távora, Cid Saboia de Carvalho, Mauro Benevides, Maurício Corrêa, Meira Filho, Pompeu de Sousa, Gerson Camata, João Calmon, José Ignácio Ferreira, Mauro Borges Teixeira, Iram Saraiva, Irapuan Costa Júnior, João Castelo, Alexandre Alves Costa, Edison Lobão, Itamar Franco, Alfredo Campos, Ronan Tito, Marcelo de Carvalho Miranda, Saldanha Derzi, Wilson Martins, Mendes Canale, Roberto Campos, Louremberg Nunes Rocha, Marcio Lacerda, Jarbas Passarinho, João Menezes, Almir Gabriel, Hélio Gueiros, Marcondes Gadelha, Humberto Lucena, Raimundo Lira, Marco Maciel, Nivaldo Machado, Antônio Farias, Ney Maranhão, Pedro Mansueto de Lavor, Álvaro Pacheco, Hugo Napoleão do Rego Neto, João Lobo, Chagas Rodrigues, Afonso Camargo, alvaro Dias, Leite Chaves, José Richa, Afonso Arinos de Melo Franco, Nelson Carneiro, Jamil Haddad, Lavoisier Maia, José Agripino Maia, Carlos Alberto de Sousa, Odacir Soares, Olavo Pires, José Ronaldo Aragão, Carlos Chiarelli, José Fogaça, José Paulo Bisol, Ivan Orestes Bonato, Jorge Bornhausen, Dirceu Carneiro, Nelson Wedekin, Lourival Baptista, Francisco Rollemberg, Albano Franco, Fernando Henrique Cardoso, Severo Gomes, Mário Covas, Abigail Feitosa, Acival Gomes, Adauto Pereira, Ademir Andrade, Ademar de Barros Filho, Adolfo Oliveira, Adroaldo Streck, Adylson Motta, Aécio Neves, Guilherme Afif Domingos, Agassiz Almeida, Agripino Lima, Airton Cordeiro, Airton Sandoval, Alair Ferreira, Alarico Abib, Albérico Cordeiro da Silva, Albérico Filho, Alceni Guerra, Alcides Saldanha, Aldo Arantes, Alércio Dias, Alexandre Passos Puzyna, Aloysio Chaves, Aloysio Teixeira, Aluizio Afonso Campos, Álvaro Valle, Alysson Paolinelli, Amaral Netto, Amilcar Moreira, Ângelo Magalhães, Ana Maria Rattes, Aníbal Barcelos, Antero Paes de Barros, Antônio Britto, Antônio Câmara, Antônio Carlos Franco, Antônio Carlos Konder Reis, Mendes Thame, Antônio de Jesus Dias, António Ferreira, Antônio Mariz, Antônio Salim Curiati, Antônio Ueno, Arnaldo Faria de Sá, Arnaldo Lopes Martins, Arnaldo Moraes, Arnaldo da Costa Prieto, Arnold Fioravante, Arolde de Oliveira, Artenir Werner, Artur da Távola, Asdrubal Bentes, Assis Canuto, Átila Lira, Augusto Carvalho, Basílio Villani, Benedicto Monteiro, Benedita da Silva, Benito Gama, Bernardo Cabral, Bete Mendes, Elizabete Azize, Manoel Bezerra de Melo, Bocayuva Cunha, Bonifácio de Andrada, Luiz Carlos Borges da Silveira, Bosco França, Brandão Monteiro, Caio Pompeu de Toledo, Caó, Carlos Benevides, Carlos Cardinal, Carlos Alberto Cotta, Carlos Mosconi, Carlos Vinagre, Carlos Virgílio Távora, Carrel Benevides, Cássio Cunha Lima, Célio de Castro, Celso Dourado, César Cals Neto, Chagas Duarte, Chagas Neto, Chico Humberto, Cláudio Ávila da Silva, Cleonâncio Fonseca, Cristina Tavares, Antônio Henrique Bittencourt Cunha Bueno, Darcy Deitos, Darcy Pozza, Daso Coimbra, Davi Alves Silva, Joaquim Carlos Del Bosco Amaral, Delfim Netto, Délio Braz, Denisar Arneiro, Dionísio João Hage, Dirce Tutu Quadros, Djenal Gonçalves, Domingos Juvenil, Domingos Leonelli, Doreto Campanari, Edésio Frias, Edivaldo Holanda, Edivaldo Motta, Edme Tavares, Edmilson Valentim, Eduardo Pinho Moreira, Egídio Ferreira Lima, Elias Murad, Eliel Rodrigues, Eliezer Moreira Filho, Enoc Vieira, Eraldo Tinoco, Eraldo Trindade, Ervin Bonkoski, Etevaldo Nogueira, Euclides Scalco, Eunice Michiles, Evaldo Gonçalves, Expedito Júnior, Expedito Machado, Ézio Ferreira, Fabio Feldmann, Fábio Raunheitti, Fadah Scaff Gattass, Farabulini Júnior, Fausto Fernandes, Fausto Rocha, Felipe Mendes de Oliveira, Fernando Bezerra Coelho, Fernando Gasparian, Fernando Lyra, Fernando Velasco, Firmo de Castro, Flávio Rocha, Florestan Fernandes, Floriceno Paixão, França Teixeira, Chico Amaral, Francisco Benjamim, Francisco Carneiro, Francisco Coelho, Francisco Dias Alves, Francisco Diógenes, Francisco Dornelles, Francisco José Pinto dos Santos, Francisco Rossi, Francisco Antônio de Sales, Jorge Furtado Leite, Gabriel Guerreiro, Gandi Jamil, Gastone Righi, Genebaldo Correia, Genésio Bernardino de Souza, Geovah Amarante, Geovani Borges, Geraldo Bulhões, Geraldo Campos, Geraldo Fleming, Geraldo Melo, Gerson Marcondes, Gerson Peres, Gidel Dantas, Gil César, Gilson Machado, Gumercindo Milhomem, Gustavo de Faria, Harlan Gadelha, Haroldo Lima, Haroldo Saboia, Hélio Costa, Hélio Duque, Hélio Rosas, Henrique Córdova, Henrique Eduardo Alves, Heráclito Fortes, Hermes Zaneti, Hilário Braun, Homero Santos, Horácio Ferraz, Humberto Souto, Iberê Ferreira de Souza, Ibsen Pinheiro, Inocêncio Oliveira, Irajá Rodrigues, Irma Passoni, Ismael Wanderley, Iturival Nascimento, Ivo Cersósimo, Ivo Lech, Ivo Mainardi, Ivo Vanderlinde, Jacy Miguel Scanagatta, Jairo Azi, Jairo Carneiro, Jalles Fontoura, Jayme Paliarin, Jaime Santana, Jessé Freire Filho, Jesualdo Cavalcanti, Jesus Elias Tajra, Joaci Góes, João Agripino, João Carlos Bacelar, João Cunha, João de Deus Antunes, João Herrmann Neto, João Machado Rollemberg, João Natal, João Rezek, Joaquim Francisco, Joaquim Sucena, Jofran Frejat, Jonas Pinheiro, Jonival Lucas, Jorge Arbage, Jorge Hage, Jorge Leite, Jorge Medauar, Jorge Uequed, Jorge Maluly Netto, José Camargo, José Carlos Coutinho, José Carlos Grecco, José Carlos Martinez, José Carlos Sabóia, José Costa, José da Conceição Santos, José Cardoso Dutra, José Egreja, José Elias Moreira, José Freire, José Genoino, José Guedes, José Jorge, José Lourenço, José Luiz de Sá, José Luiz Maia, José Maranhão, José Maria Eymael, José Batista de Melo, José Mendonça Bezerra, José Mendonça de Morais, José Moura, José Queiroz da Costa, José Santana de Vasconcellos Moreira, José Serra, José Tavares da Silva Neto, José de Sousa Teixeira, José Thomaz Nonô, José Tinoco, José Viana, José Yunes, Jovanni Masini, José Juarez Antunes, Júlio Campos, Koyu Iha, Lael Varella, Lélio Souza, Leopoldo Bessone, Leur Lomanto, Levy Dias, Lézio Sathler, Lídice da Mata, Lúcia Braga, Lúcia Vânia, Lúcio Alcântara, Luiz Alberto Rodrigues, Luiz Freire, Luiz Gushiken, Luiz Inácio Lula da Silva, Luiz Leal, Luiz Marques, Luiz Alfredo Salomão, Luiz Soyer, Luís Viana Neto, Lysâneas Maciel, Maguito Vilela, Manoel Figueiredo Castro, Manoel Ribeiro, Marcelo Cordeiro, Márcia Kubitschek, Marcio Braga, Marcos Pezão, Maria Abadia, Mário Assad, Mário de Oliveira, Mário Lima, Marluce Pinto, Matheus Iensen, Aragão de Mattos Leão Filho, Maurício Campos, Maurício Fruet, Maurício Nasser, Maurício Pádua Souza, Mauro Campos, Mauro Fecury, Mauro Miranda, Mauro Sampaio, Max Rosenmann, Francisco Antônio de Mello Reis, Melo Freire, Mendes Botelho, Messias Góis, Messias Soares, Michel Temer, Milton Barbosa, Milton de Lima Filho, Milton Reis, Miraldo Gomes, Miro Teixeira, Moema São Thiago, Moisés Pimentel, Mozarildo Cavalcanti, Mussa Demes, Naphtali Alves de Souza, Narciso Mendes, Nelson Alves Aguiar, Nelson Jobim, Nelson Sabrá, Nelson Carvalho Seixas, Nelton Friedrich, Nestor Duarte, Neuto de Conto, Nilso Sguarezi, Nilson Gibson, Nion Albernaz, Noel de Carvalho, Norberto Schwantes, Nyder Barbosa, Octávio Elísio, Olívio Dutra, Onofre Corrêa, Orlando Bezerra, Orlando Camilo Pacheco, Oscar Dias Correia, Osmar Leitão, Osmir Lima, Osmundo Rebouças, Osvaldo Bender, Osvaldo Coelho, Osvaldo Macedo, Osvaldo Sobrinho, Oswaldo Almeida, Osvaldo Lima Filho, Oswaldo Trevisan, Ottomar Pinto, Paes Landim, Paulo Almada, Paulo Delgado, Paulo Macarini, Paulo Mincarone, Paulo Paim, Paulo Cruz Pimentel, Paulo Roberto Cunha, Paulo da Fonseca e Silva, Paulo Zarzur, Pedro Canedo, Pedro Ceolin, Percival Muniz, Pimenta da Veiga, Plínio de Arruda Sampaio, Plínio Barbosa Martins, Prisco Viana, Raimundo Bezerra, Raimundo Rezende, Ralph Biasi, Raquel Capiberibe, Raul Belém, Raul Ferraz, Renan Calheiros, Renato Bernardi, Renato Johnsson, Renato Vianna, Ricardo Fiúza, Ricardo Izar, Rita Camata, Rita Furtado, Roberto Augusto, Roberto Balestra, Roberto Brant, Roberto Jefferson, Roberto Rollemberg, Roberto Torres, Roberto Vital, Robson Marinho, Rodrigues Palma, Ronaldo Carvalho, Ronaldo Cezar Coelho, Ronaro Corrêa, Rosa Prata, Rosário Congro Neto, Rose de Freitas, Rospide Netto, Rubem Medina, Ruben Figueiró, Ruberval Pilotto, Ruy Nedel, Sadie Hauache, Salatiel Carvalho, Samir Achôa, Sandra Cavalcanti, Santinho Furtado, Sarney Filho, Saulo Queiroz, Sérgio Britto, Sérgio Naya, Sérgio Spada, Sérgio Werneck, Sigmaringa Seixas, Simão Sessim, Sotero Cunha, Stélio Dias, Tadeu França, Telmo Kirst, Theodoro Mendes, Tito Costa, Ubiratan Aguiar, Ubiratan Spinelli, Uldurico Pinto, Ulysses Guimarães, Valmir Campelo, Válter Pereira, Vasco Alves, Vicente Bogo, Victor Faccioni, Victor Fontana, Vilson Souza, Vingt Rosado, Vinicius Cansanção, Virgildásio de Senna, Virgílio Galassi, Virgílio Guimarães, Vivaldo Barbosa, Vladimir Palmeira, Wagner Lago, Waldyr Pugliesi, Walmor de Luca, Ziza Valadares, Aécio de Borba, Aloisio Vasconcelos, Álvaro Antônio Teixeira Dias, Amaury Müller, Antônio da Conceição Costa Ferreira, Antônio Gaspar, Antonio Paes de Andrade, Antonio Perosa, Tidei de Lima, Carlos Sant'Anna, Cesar Maia, Christovam Chiaradia, Cid Rojas Américo de Carvalho, Dalton Moreira Canabrava, Dionisio Assis Dal-Prá, Eduardo Bonfim, Eduardo Jorge, Erico Pegoraro, Feres Osrraia Nader, Fernando Cunha Júnior, Fernando Gomes de Oliveira, Fernando Santana, Flavio Palmier da Veiga, Francisco Küster, Geraldo Alckmin, Hélio Manhães, Israel Pinheiro, João Alves de Almeida, João da Mata de Sousa, João Paulo Pires de Vasconcelos, Joaquim Bevilacqua, Joaquim Haickel, Jorge Alberto Beck Mendes Ribeiro, José Carlos Vasconcelos, José de Oliveira Fernandes, José Geraldo, José Lins de Albuquerque, José Ulisses de Oliveira, Júlio Costamilan, Jutahy Júnior, Luís Eduardo Magalhães, Luís Roberto Ponte, Luiz Henrique da Silveira, Manoel Moreira, Manuel Viana, Marcos Queiroz, Maria Lúcia Araújo, Maurílio Ferreira Lima, Myriam Portela, Paulo Marques (radialista), Paulo Roberto, Paulo Sérgio Ramos Barboza, Raimundo Lisboa Vieira da Silva, Raquel Cândido, Roberto Cardoso Alves, Roberto d'Ávila, Roberto Freire, Rubem Branquinho, Sílvio Abreu, Siqueira Campos, Sólon Borges dos Reis, Vitor Buaiz, Vítor Dias Trovão, Waldeck Ornelas, Wilma de Faria | Arquivo no Wikimedia Commons |